# 2050 Francis
2050 Francis је астероид главног астероидног појаса чија средња удаљеност од Сунца износи 2,325 астрономских јединица (АЈ).
Апсолутна магнитуда астероида је 12,68.